# Bibbia Poliglotta di Walton
(Brian Walton,)

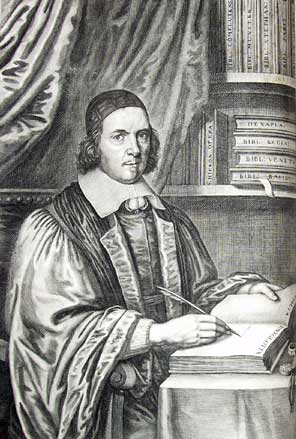
Brian Walton
(Seymour, Yorkshire, 1600 - Londra, 1661)

Biblia Sacra Polyglotta, aedidit B. Walton, de Londinii: excudebat Thomas Roycroft, 1653-57
(Frontespizio della copia presente nella Biblioteca Scarabelli che proviene dal Convento dei Cappuccini di Caltanissetta)
Il frontespizio ha la forma di un arco trionfale,nel quale sono raffigurate otto scene bibliche, tra le quali nella lunetta superiore, il dono delle lingue nella Pentecoste; fu progettato da John Webb e inciso da Venceslao Hollar.

La Bibbia Poliglotta di Walton o Bibbia Poliglotta Londinese, la più ricca fra le Bibbie poliglotte, è stata stampata a Londra tra il 1654 e il 1657; il primo volume è apparso nel mese di settembre del 1654, il secondo nel mese di luglio del 1655, il terzo nel mese di luglio 1656, e gli ultimi tre nel 1657. L'impresa editoriale si concluse nel 1669 con la pubblicazione dei due volumi a corredo del "Lexicon Heptaglotton" di Edmund Castell.

## Storia
Questa Bibbia è una monumentale opera editoriale articolata in sei volumi in folio. Venne concepita e realizzata da Brian Walton (Seymour, Yorkshire, 1600 - Londra, 1661) un vescovo anglicano di Chester, nonché studioso orientalista.
Le lingue presenti nel testo, oltre al latino e al greco antico, sono l'arabo, il caldeo, l'ebraico, l'etiopico, il persiano, il samaritano e il siriaco.
Il testo biblico è preceduto dai Prolegomena scritti dallo stesso Walton.
Rispetto a testi simili antecedenti essa contiene il Libro Etiopico dei Salmi, il Cantico dei Cantici, il Nuovo Testamento arabo e i Vangeli in Persiano.
L'intenzione del suo autore fu quella di creare una Bibbia che fosse la più completa e la meglio dotata di apparato critico in rapporto a qualsiasi altro precedente lavoro del genere. Essa è stata l'ultima Bibbia prodotta in più lingue. Oltretutto Walton riuscì nella difficile impresa di ridurre i costi di produzione dell'opera, che risultarono meno proibitivi della Bibbia Parigina del 1645.
I più grandi studiosi e teologi del tempo aiutarono Walton in questa impresa per far sì che questa edizione diventasse la più importante mai prodotta, tra essi l'arcivescovo Ussher e Dean Fuller; i professori Wheelocke, Castell e Lightfoot di Cambridge, e i professori Pococke, Greaves e Sanderson di Oxford.
È interessante, dal punto di vista filologico, il fatto che Walton abbia corredato la sua edizione di varianti tratte dal codice Alessandrino (poi noto come A).
Inoltre, il pentateuco giudeo-persiano, traslitterato da Thomas Hyde in caratteri arabi e tradotto in latino, è presente in questa versione per la prima volta;. Costituisce poi un ulteriore elemento di pregio il fatto che l'opera rappresenti la seconda pubblicazione, dopo la Bibbia Poliglotta di Parigi (1629-1645), a riportare interamente i testi biblici.
Tutti i testi presenti sono accompagnati da traduzioni latine, inoltre i testi, in numero di nove, sono giustapposti in senso orizzontale o verticale, su entrambe le due pagine.
Normalmente i sei volumi sono accompagnati ai due volumi del "Lexicon Heptaglotton Hebraicum, Chaldaicum, Syriacum, Samaritanum, Aethiopicum, Arabicum, et Persicum" di Edmund Castell, che è apparso nel 1669 per la prima volta a completamento dell'opera editoriale iniziata dal Walton.
Questa edizione della Bibbia Poliglotta è stata pubblicata successivamente anche in diverse lingue da Elias Hutter (Norimberga 1599-1602), e da Christianus Reineccius (Lipsia 1713-1751).
La stampa delle varie edizioni fu curata dall'editore Thomas Roycroft di Londra (Londini).
L'impresa editoriale iniziò con il patrocinio di Cromwell, cui fu dapprima dedicata la produzione della prima edizione detta "repubblicana"; poi, dopo la restaurazione degli Stuart, fu edita la versione "lealista" con una nuova dedica in omaggio a Carlo II Stuart.
Questa edizione fu messa all'Index Librorum Prohibitorum dalla Sacra congregazione dell'Indice, su mandato del Sant'Uffizio il 29 novembre 1663.
Una caratteristica nuova nella progettazione e commercializzazione di questa edizione della Bibbia consistette nel fatto che Walton, per la prima volta nella storia, usò il metodo "dell'associazione" (stampa per associazione).
Il meccanismo congegnato consisteva nel farsi anticipare delle somme dagli acquirenti prima della stampa dell'opera, in cambio dell'impegno a consegnare un esemplare della stessa entro un tempo determinato.
La somma che il socio dell'associazione consegnava veniva detta azione e i soci chiamati azionisti.
Ogni socio poteva acquisire più quote o azioni dell'associazione rappresentando di conseguenza più azionisti.
Con questo sistema egli riuscì ad avere commissionati, prima di intraprendere la stampa, circa 800 esemplari dell'opera, che in origine costava 10 sterline poi nel tempo il prezzo quintuplicò, passando a 50 sterline.

### Edizioni
Esistono due edizioni dell'opera, che si differenziano nella prefazione del primo volume, cioè la "repubblicana" e la successiva, detta "lealista" .
Alcuni esemplari contengono, in aggiunta alla prefazione "lealista", un'epistola dedicatoria dello stesso Walton al re Carlo II (in un bifolio segnato "A" posto dopo il frontespizio).

### Lexicon Heptaglotton

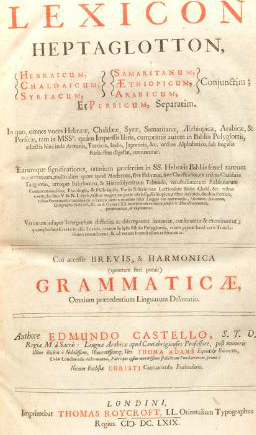
Lexicon Heptaglotton Hebraicum, Chaldaicum, Syriacum, Samaritanum, Aethiopicum, Arabicum, et Persicum - Londra 1669)

Normalmente, una volta stampati, i sei volumi della Bibbia erano venduti insieme ai due del lessico "Eptaglotto" (dal greco επτά: sette, il greco e il latino non venivano conteggiate perché lingue correnti) di Edmund Castell.
Proprio quest'ultimo, prima di intraprendere la stesura dell'Heptaglotton Lexicon, aveva aiutato Brian Walton nella preparazione della Bibbia poliglotta.
Il "Lexicon Heptaglotton Hebraicum, Chaldaicum, Syriacum, Samaritanum, Aethiopicum, Arabicum, et Persicum" di Castell è stato pubblicato nel 1669, a completamento dell'opera editoriale iniziata da Walton, dallo stesso editore londinese della bibbia: Thomas Roycroft.
La prima edizione era in un solo volume, mentre la prima edizione in due volumi fu pubblicata nel 1689. Vi furono anche delle edizioni limitate alle sole lingue siriaca ed ebraica: la prima fu pubblicata a Gottinga nel 1788 da J. D. Michaelis, mentre quella ebraica fu pubblicata da Trier nel 1790-1792.
Edmund Castell (Tadlow, Cambridgeshire 1606 - Higham Gobion, Bedfordshire 1685), spesso citato nella forma italianizzata Edmundo Castelli, fu professore e studioso di lingua araba all'Università di Cambridge sin dal 1666.
La realizzazione di quest'impresa editoriale, portata a compimento in 18 anni di duro lavoro e con la collaborazione di 14 assistenti, comportò, per l'illustre studioso, sia la cecità, sia una spesa personale di 12.000 sterline, costringendolo alla rovina economica, tanto da farlo finire in carcere per bancarotta. Della sua opera rimasero invendute 500 copie, che poi andarono distrutte in un incendio; oggi una copia autentica può essere acquistata sul mercato antiquario ad una cifra di circa 3.200 dollari.

## Ricerche
Ricerche filologiche farebbero intendere che Giacomo Leopardi in alcune opere giovanili possa essersi ispirato alla Bibbia, proprio nella edizione poliglotta di Walton; oltre ad aver imparato verosimilmente su essa e sul Lexicon di Castell il greco e l'ebraico. La biblioteca di Casa Leopardi ne possiede una copia.
Va ricordato che la stessa Bibbia era messa all'indice dei libri proibiti e per la quale il giovane Giacomo ebbe una dispensa cardinalizia ad hoc per la sua lettura.
Diversi studiosi attribuiscono alla lettura della Bibbia da parte del Leopardi molti legami ideologici e culturali in diverse sue opere, soprattutto nello Zibaldone e forse anche nella La Ginestra.

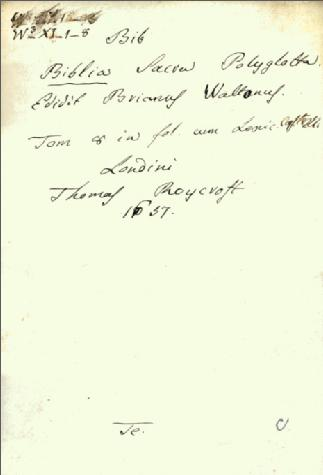
Scheda catalografica d'epoca della Bibbia poliglotta di Walton conservata presso la Biblioteca Passerini-Landi

## Immagini della Bibbia Poliglotta di Walton

Frontespizio dell'opera
Prolegomena
Cartografia della Terra Santa
Pianta di Gerusalemme
Piante del Tempio
Tempio
Monete ebraiche
Alfabeti

### Brian Walton
- (EN) Peter N. Miller, The "Antiquarianization" of Biblical Scholarship and the London PolyglotBible (1653-57) (PDF), su bgc.bard.edu, www.bgc.bard.edu, 2001 (archiviato dall'url originale il 4 marzo 2016).
- (EN) Justin A.I. Champion, 'Pere Richard Simon and English Biblical Criticism, 1680-1700 (PDF), su digirep.rhul.ac.uk, University of London,  p. 21.
- Henry John Todd, Memoirs of the life and writings of the Right Rev. Brian Walton, D.D., Lord Bishop of Chester...with notices of his coadjutors in that illustrious work...and of the authorized English version of the Bible...to which is added Dr. Walton's own vindication of the London polyglot, F. C. & J. Rivington, 1821,  p. 1.
- Gianfrancesco Pivati, Nuovo dizionario scientifico e curioso sacro-profano, Milocco, 1746,  p. 659.
- Biblica, Gregorian Biblical BookShop,  p. 61.
- > Charles-Louis Richard e Jean Joseph Giraud, Biblioteca sacra ovvero Dizionario universale delle scienze ecclesiastiche... per la prima volta ... tradotta ed ampliata da una società di ecclesiastici, Ranieri Fanfani, 1838,  p. 369.
- Dizionario universale delle scienze ecclesiastiche che comprende la storia della religione ... opera compilata dai padri Richard e Giraud: T. 7, C. Batelli e C., 1848,  p. 681.
- Joseph ANGUS, Il Manuale della Bibbia, etc, 1859,  p. 37.
- Sebastian P. Brock, The Bible in the Syriac Tradition (Elenco delle Bibbie pubblicate)[collegamento interrotto], Gorgias Press LLC, gennaio 2006,  p. 52, ISBN 978-1-59333-300-3.
- Henry John Todd, Memoirs of the Life and Writings of the Right Rev. Brian Walton, D.D., Lord Bishop of Chester...with Notices of His Coadjutors in that Illustrious Work...and of the Authorized English Version of the Bible...to which is Added Dr. Walton's Own Vindication of the London Polyglot, F. C. & J. Rivington, 1821.
- D. M. Murdock e Acharya S, Christ in Egypt: The Horus-Jesus Connection, Stellar House Publishing, dicembre 2008,  p. 546, ISBN 978-0-9799631-1-7.
- James Townley, Illustrations of Biblical literature exhibiting the history and fate of the sacred writings ...: including biographical notices of translators and other ... Biblical scholars, Carlton, 1856,  p. 450.
- Gianfrancesco Pivati, Nuovo dizionario scientifico e curioso sacro-profano, Milocco, 1746,  p. 667.
- Cal. State Papers, Dom. passim; Baxter's Reliquiæ; Lloyd's Worthies; Newcourt's Rep. Eccl.;
- Masson's Milton, passim; Walker's Sufferings of the Clergy;
- Anthony Wood's Athenæ Oxon.; Bodleian MSS.; Granger's Biogr. Hist. iii. 29; Biogr. Britannica;
- Le Neve's Fasti Eccl. ed. Hardy; Parr's Life of Ussher; Foster's Alumni Oxon. 1500–1714;
- Hennessy's Novum Rep. Eccl. 1898, pp. 54, 131, 173; notes kindly supplied by A. G. Peskett, esq., Magdalene College, Cambridge.

### Edmund Castell
- (EN) E. Castell and his Lexicon Heptaglotton (PDF), su islamicmanuscripts.info.
- G. A. Russell, The 'Arabick' Interest of the Natural Philosophers in Seventeenth-Century England - Cap. IV E. Castell and his Lexicon Heptaglotton (1669), BRILL, 1994,  p. 70, ISBN 978-90-04-09888-6.
- Edmund Castell, Lexicon hebraicum, 1790.
- Edmund Castell, Lexicon Syriacum ex ejus lexico heptaglotto seorsim typis describi curavit atque sua adnotata adjecit Joannes David Michaelis: Pars prima, Diederich, 1788.
- Matthew Yeo, The Acquisition of Books by Chetham's Library, 1655-1700, BRILL, 10 maggio 2011,  p. 105, ISBN 978-90-04-20665-6.
- Thomas Frognall Dibdin, An introduction to the knowledge of rare and valuable editions of the Greek and Latin classics: including an account of Polyglot Bibles; the best Greek, and Greek and Latin, editions of the Septuagint and New Testament; the Scriptores de re rustica; Greek romances, and lexicons and grammers, Printed for Longman, Hurst, Rees, and Orme, 1808,  p. 24.
- A New and General Biographical Dictionary: Containing an Historical and Critical Account of the Lives and Writings of the Most Eminent Persons in Every Nation; Particularly the British and Irish; from the Earliest Accounts of Time to the Present Period ..., W. Strahan, 1784,  p. 423.

### Giacomo Leopardi
- Marcello D'Orta, All'apparir del vero: il mistero della conversione e della morte di Giacomo Leopardi, Edizioni Piemme, 2012,  p. 100, ISBN 978-88-566-1386-5.
- Aa.vv, Atti del XV Convegno internazionale dell'AISG, Gabicce Mare, 3-5 settembre 2001, Casa Editrice Giuntina, 2002,  p. 201, ISBN 978-88-8057-152-0.
- Loretta Marcon, La notte oscura dell'anima: Giobbe e Leopardi, Guida Editori, 2005,  p. 20, ISBN 978-88-7188-970-2.
- Raffaele Gaetano, Giacomo Leopardi e il sublime: archeologia e percorsi di una idea estetica, Rubbettino Editore, 2002,  p. 78, ISBN 978-88-498-0326-6.
- Pietro Citati, Leopardi, Edizioni Mondadori, 2010,  p. 353, ISBN 978-88-04-60325-2.
- Bortolo Martinelli, Leopardi oggi: Incontri per il bicentenario della nascitá del poeta : Brescia, Salò, Orzinuovi 21 aprile-23 maggio 1998, Vita e Pensiero, 2000,  p. 98, ISBN 978-88-343-0638-3.
- Sebastian Neumeister, Die ästhetische Wahrnehmung der Welt: Giacomo Leopardi, Peter Lang, 2009,  p. 108, ISBN 978-3-631-59101-7.